# Hugo Parisi
Hugo Parisi (Hugo Pellicer Parisi; * 1. August 1984 in Taguatinga, Distrito Federal) ist ein brasilianischer Wasserspringer. Er startet im 10-m-Turm- und Synchronspringen.
Parisi begann im Alter von sieben Jahren mit dem Wasserspringen. Seinen ersten sportlichen Erfolg feierte er im Jahr 2002 mit dem Gewinn der Silbermedaille vom Turm bei der Juniorenweltmeisterschaft in Aachen. Zwei Jahre später konnte er sich überraschend für die Olympischen Spiele in Athen qualifizieren, belegte dort jedoch nur Rang 32 im Vorkampf. Im folgenden Jahr nahm Parisi in Montreal erstmals an der Weltmeisterschaft. Im Einzel vom Turm erreichte er das Halbfinale und errang Rang 18, im 10-m-Synchronspringen schied er mit Cassius Duran im Vorkampf aus. Parisi startete bei den Panamerikanischen Spielen 2007 in Rio de Janeiro und wurde dort im Einzel Fünfter und im Synchronspringen mit Duran Vierter. Bei der Weltmeisterschaft in Melbourne hingegen schied er in beiden Disziplinen im Vorkampf aus. Im Jahr 2008 nahm Parisi in Peking an seinen zweiten Olympischen Spielen teil, vom Turm verpasste er als 19. jedoch knapp den Einzug ins Halbfinale. Parisi erreichte bei der Weltmeisterschaft 2009 in Rom und 2011 in Shanghai  im Einzelspringen vom Turm jeweils das Halbfinale und schied im Synchronspringen mit seinem neuen Synchronpartner Rui Marinho beide Male nach dem Vorkampf aus. Bei den Panamerikanischen Spielen in Guadalajara wurde Parisi zudem in beiden Turmwettbewerben Sechster.